# 関銭
関銭（せきせん）とは、中世日本において交通の要所（街道・湊津など）に設置された関所を通過する人馬や船、荷物などに対して徴収した通行税。狭義では銭で徴収されたものを指すが、広義では米で徴収される升米など、銭以外の実物で徴収される通行税も含まれる。当初は関所の設置者による通行の安全保障に対する対価（警固料）としての意味合いも有していたが、後には財政的理由のみで賦課される租税の一種となり交通・流通に対する阻害要因となった。

## 概要
広義の関銭の別名にあたると考えられる名称は今日において30種類以上が知られている。その中には津料のように徴収場所に由来するもの、警固役のように徴収目的に由来するもの、升米のように徴収税率に由来するもの、艘別銭のように徴収対象に由来するものがある。
関所などの施設を設けて通行税を徴収することは平安時代から行われていたが、関所が各地に出現するようになるのは鎌倉時代に入ってからであり、「関銭」という言葉が登場するのは貨幣経済が発達して銭による徴税が行われるようになる鎌倉時代後期以後のことであり、南北朝時代から戦国時代にかけて通行税に対する一般的な名詞として定着した。当初は通行する荷物の価格の1％が基準的な税率で、徴収した関銭は施設の維持・保全や治安維持の費用に用いられた。だが、時代が下るにつれて関所の置かれた地域性や賦課する対象商品の種類、関所の設置主体の財政状況などによって多様化するようになった。特に室町時代に入ると、朝廷や幕府、寺院、領主、惣村など様々な設置主体が財政不足を補うためにそれぞれ独自の関所を設置して関銭を賦課し、更にその中には第三者の請負による関銭の徴収が行われたために、旅行者や商人はその負担に苦しんで交通・流通の障害となり、関所は徳政一揆などによる攻撃の対象とされた。
やがて、織豊政権による関所の撤廃の進行などによって関銭は姿を消すことになった。